# Хроніки Фруассара
 Хроніки написані Жаном Фруассаром, мова оригіналу — французька. Охоплюють період з 1322 по 1400 рік, приблизно першу половину Столітньої війни. Хроніки складаються з чотирьох книг. Першу книгу Фруассар неодноразово переписував протягом всього свого життя. У першій редакції симпатія Фруассара проанглійська, у другій і третій редакціях — профранцузька.

## Огляд подій
У своїх «Хроніках», повна назва яких в деяких списках звучить як «Хроніки Франції, Англії, Шотландії, Іспанії, Бретані, Гасконі і сусідніх країн» (фр. Des Croniques de France, Dangleterre, Descoce, Despaigne, de Bretaigne, de Gascongne, de Flandres Et lieux circunvoisins), Жан Фруассар висвітлює ряд важливих історичних подій, в тому числі:

### Книга I (1322—1377)
- Повалення Едуарда II і сходження на престол Едуарда III (1327)
- Страта Х'ю Диспенсера молодшого (1326)
- Шотландська кампанія Едуарда III (1327)
- Весілля Едуарда III і Філіппи Геннегау (1328)
- Принесення Едуардом III омажа Філіпу VI (1331)
- Тьєрашська кампанія Едуарда III (1339)
- Битва біля Сльойса (1340)
- Війна за бретонську спадщину («війна двох Жанн») (1341—1364)
- Битва при Кресі (1346)
- Облога Кале[ru] (1346—1347)
- Битва при Невіллс-Кроссі (1346)
- Битва біля Вінчелсі («Битва іспанців на море»)[ru] (1350)
- Битва при Пуатьє (1356)
- Етьєн Марсель[ru] очолює Паризьке повстання (1357—1358)
- Жакерія (1358)
- Мир у Бретіньї (1360)
- «Великі компанії» 1360-х років
- Смерть французького короля Іоанна II (1364)
- Громадянська війна в Кастилії[ru] (1366—1369)
- Облога Ліможа (1370)
- Смерть Едуарда Чорного Принца (1376)
- Смерть Едуарда III і вступ на престол Річарда II (1377)

### Книга II (1376—1385)
- Західна схизма (1378—1417)
- Повстання Уота Тайлера в Англії (1381)
- Битва під Роозбеком[ru] (1382)
- Весілля Карла VI і Ізабелли Баварської (1385)

### Книга III (1386—1388)
- Вбивство молодого Гастона де Фуа його батьком
- Підготовка Франції до (не відбулося) вторгнення в Англію (1385—1387)
- Судовий поєдинок між Жаном де Карружем і Жаком Ле-Грі (1386)
- Конфлікт Річарда II з дядьками
- Битва біля Оттерберна[ru] (1388)

### Книга IV (1389—1400)
- «Бал обійнятих полум'ям» (1393)
- Турнір в Смітфілді, влаштований Річардом II
- Смерть Гастона III де Фуа[ru] (1391)
- Божевілля Карла VI
- Повалення Річарда II і вступ на престол Генріха IV (1399)
- Битва при Нікополі та масове вбивство полонених (1396)